# گیاه‌پارچ قمقمه‌ای
گیاه‌پارچ قمقمه‌ای (نام علمی: Nepenthes ampullaria)، یک گونه از سرده گیاه‌پارچ‌ها و بسیار متمایز و گسترده است، در بورنئو، گینه نو، سنگاپور، سوماترا، تایلند، جزایر ملوک و شبه‌جزیره مالزی رشد می‌کند.
گیاه‌پارچ قمقمه‌ای، برخلاف سایر اعضای سرده خود، به دور از گوشت‌خواران تکامل یافته است و تا حدی پوده‌خوار می‌باشد و بسترهای در حال سقوط را در پارچ‌های خود جمع‌آوری و هضم می‌کنند.
در کتاب گیاهان پارچی بورنئو (Pitcher-Plants of Borneo) در سال ۱۹۹۶، گیاه‌پارچ قمقمه‌ای نام عمومی گیاه پارچ فلاسک شکل (flask-shaped pitcher-plant) داده شده است. این نام، همراه با همه نام‌های دیگر، از نسخه دوم توسعه یافته و منتشر شده در سال ۲۰۰۸ حذف شد.

## شرح
به دلیل ریخت‌شناسی منحصربه‌فرد پارچ و عادت رشد غیرمعمول، اشتباه گرفتن گیاه‌پارچ قمقمه‌ای با هر گونه دیگری در این سرده دشوار است. فرانسیس ارنست لوید (Francis Ernest Lloyd) روایت ترول در سال ۱۹۳۲ از این گونه را چنین ترجمه کرد:
"در میان پوشش گیاهی عظیم یک جنگل باتلاقی در جزیره سیبروت در سواحل غربی سوماترا به گیاه‌پارچ قمقمه‌ای برخوردم. این منظره شگفت‌انگیز و فراموش نشدنی بود. گونه‌ها اغلب در دسته‌های تنگ می‌درخشیدند و مهم‌تر از همه، خاک گل‌آلود پوشیده از خزه‌ها با پارچ‌های این گیاه دیده می‌شد، به‌طوری که آدم تصور یک فرش را می‌گرفت.."
ساقه گیاه‌پارچ قمقمه‌ای به رنگ قهوه‌ای روشن است و ممکن است تا ارتفاع ۱۵ متر صعود کند. برگ‌ها به رنگ سبز روشن، تا ۲۵ سانتی‌متر طول و ۶ سانتی‌متر عرض دارند. پارچ‌ها در انتهای پیچک‌های کوتاه به طول بیش از ۱۵ سانتی‌متر تولید می‌شوند.
پارچ‌های اورسئول (urceolate) معمولاً بسیار کوچک هستند و به ندرت ارتفاع آنها از ۱۰ سانتی‌متر و عرض ۷ سانتی‌متر بیشتر می‌شود. دهانه تا حد زیادی انحنا دارد، به‌طوری که بخش داخلی حدود ۸۵ درصد از کل طول سطح مقطع آن را تشکیل می‌دهد. پارچ‌های بالایی بسیار به ندرت تولید می‌شوند و به‌طور قابل توجهی کوچکتر از پارچ‌های تشکیل شده بر روی رزت‌ها یا شاخه‌ها هستند. رنگ‌های پارچ‌ها از سبز روشن تا قرمز کاملاً تیره، با بسیاری از فرم‌های میانی ثبت شده است. پارچ‌های گیاه‌پارچ قمقمه‌ای از سوماترا و شبه جزیره مالزی تقریباً به‌طور انحصاری سبز یا سبز با لکه‌های قرمز هستند. اشکال قرمز بیشتر به بورنئو محدود می‌شود. شکلی با پارچ بزرگ از گینه نو ثبت شده است.
گل‌آذین گیاه‌پارچ قمقمه‌ای یک خوشه متراکم است. این تنها گونه گیاه‌پارچ ثبت شده از سوماترا یا شبه جزیره مالزی است که گل‌آذین پانیکوله (Panicle) تولید می‌کند.
تمام قسمت‌های گیاه در جوانی با موهای کوتاه و قهوه‌ای پوشیده شده است. موی‌جامه گیاهان بالغ، به جز روی گل‌آذین، پراکنده‌تر است.

## پراکندگی و زیستگاه
یکی از گسترده‌ترین گونه‌های گیاه‌پارچ، گیاه‌پارچ قمقمه‌ای بومی بورنئو، جزایر ملوک، گینه نو، شبه جزیره مالزی، سنگاپور، سوماترا و تایلند است.[۲] همچنین از بسیاری از جزایر کوچک‌تر، از جمله بانگکا، بنگکالیس(Bengkalis Regency)، کو لانتا (Ko Lanta district)، کوتاروتائو (Ko Tarutao)، لنکاوی، مندل (Mendol Island)، جزایر منتاوای (سیبروت)، جزایر مرانتی (Meranti Islands Regency) (پادانگ (Padang)، رنگسانگ (Rangsang)، تبینگ تینگگی (Tebing Tinggi))، نیاس، پنانگ، جزایر ریائو (لینگا (Lingga Regency) جزایر، جزایر ناتونا (Natuna Regency), مجمع الجزایر ریاوو (Riau Archipelago))، و روپات (Rupat) ثبت شده است.
گیاه‌پارچ قمقمه‌ای به‌طور کلی در جنگل‌های مرطوب و سایه‌دار از سطح دریا تا ارتفاع ۲۱۰۰ متر رشد می‌کند. در بورنئو، معمولاً در زمین‌های نسبتاً هموار در جنگل کرانگاس (Kerangas forest)، جنگل باتلاق زغال‌سنگ نارس (Peat swamp forest) و جنگل باتلاق تخریب شده، در ارتفاعات ۰ تا ۱۰۰۰ متر رشد می‌کند.
در سوماترا و شبه جزیره مالزی، از سطح دریا تا ارتفاع ۱۱۰۰ متری در زمین‌های مسطح در جنگل هیت (Heath forest)، پادانگ (به معنای مزرعه در زبان مالایی)، بلوکار، جنگل باتلاق زغال‌سنگ نارس، جنگل باتلاق تخریب شده و در شالیزار رشد می‌کند.
در گینه نو، عمدتاً در جنگل‌های آروکاریا وجود دارد. این گونه همچنین از جنگل رشد دوم، پوشش گیاهی میکروفیلوس (Microphylls and megaphylls) باز و علفزارهای باتلاقی ثبت شده است.

## گوشت‌خواری
گیاه‌پارچ قمقمه‌ای تا حد زیادی از گوشت‌خواران دور شده است و بخش قابل توجهی از مواد مغذی خود را از هضم مواد برگی که به کف جنگل می‌ریزد به دست می‌آورد؛ بنابراین تا حدی پوده‌خوار است. این گونه چندین ویژگی منحصر به فرد را در نتیجه سازگاری خود با به دام انداختن بستر برگ ایجاد کرده است:
- این یکی از گونه‌های معدود در این جنس است که فاقد سلول‌های «هلالی» در پارچ‌های خود است.[۱۹][۲۰] اینها سلول‌های محافظ روزنه‌ای هستند که تصور می‌شود شکار را در پارچ رد می‌کنند.[۱۲]
- دریچه پارچ غیر معمول است، بسیار کوچک و انعکاسی است، به‌طوری که بستر برگ‌ها مستقیماً به داخل پارچ می‌ریزد.[۱۵]
- غدد شهد که نقش مهمی در شکار طعمه دارند، بسیار نادر هستند و در برخی موارد به‌طور کامل از دریچه پارچ وجود ندارند.[۱۵]
- غدد حاشیه‌ای دهانه در مقایسه با سایر گونه‌ها بسیار کاهش یافته است.[۱۵]
- در پارچ‌های زمینی، ناحیه غدد تقریباً تا دهانه گسترش می‌یابد، به‌طوری که ناحیه مومی رسانایی کمی وجود دارد یا اصلاً وجود ندارد.[۱۳][۲۰][۲۱][۲۲][۲۳] عملکرد ناحیه مومی با ایجاد لغزش طعمه و افتادن در مایع گوارشی انجام می‌شود.[۱۵]
- معماری گیاه، متشکل از دونده‌ها و شاخه‌های زیرسطحی، برای این جنس غیرمعمول است. این گونه اغلب یک «فرش» از پارچ‌ها را تشکیل می‌دهد که خاک را می‌پوشاند. این در خدمت به حداکثر رساندن منطقه‌ای است که ممکن است آوارهای در حال سقوط روی آن رهگیری شوند.[۱۵]
- پارچ‌های گیاه‌پارچ قمقمه‌ای عمر نسبتاً طولانی دارند، زیرا این گونه در طول زمان به تجمع آهسته مواد مغذی متکی است.[۱۵]
- تصور می‌شود که توزیاگان گیاه‌پارچ مانند لارو پشه، تجزیه بستر برگ را تسهیل می‌کنند و با دفع یون‌های آمونیوم به انتقال نیتروژن از آن به گیاه کمک می‌کنند. تجزیه باکتریایی جسم برگ نیز برای تولید یون آمونیوم شناخته شده است.[۱۵]

نشان داده شده است که فراوانی ایزوتوپ نیتروژن پایدار در محلول پاشی (نیتروژن ۱۵) در گیاه‌پارچ‌های قمقمه‌ای که در زیر تاج پوشش جنگلی رشد می‌کنند (ریزش بستر) به‌طور قابل توجهی کمتر از گیاهان بدون دسترسی به بستر است. برعکس، غلظت کل نیتروژن در این گیاهان در مقایسه با گیاهانی که در مکان‌های باز و بدون ریزش بستر رشد می‌کنند، بیشتر است. یک مطالعه در سال ۲۰۰۳ تخمین زد که گیاه‌پارچ‌های قمقمه‌ای که در زیر تاج پوشش جنگلی رشد می‌کنند ۳۵٫۷٪ (±۰٫۱٪) از نیتروژن برگی خود را از بستر برگ به دست می‌آورند. یک مطالعه در سال ۲۰۱۱ نشان داد که گیاه‌پارچ قمقمه‌ای ۴۱٫۷٪ (± ۵٫۶٪) از نیتروژن آرام و ۵۴٫۸٪ (±۷٫۰ ٪) از نیتروژن پارچ خود را از بستر برگ به دست می‌آورد و نشان داد که پوده‌خواری سرعت فتوسنتز خالص را در ورقه‌ها افزایش می‌دهد.

## توزیاگان گیاه‌پارچ
حداقل ۵۹ گونه توزیاگان از پارچ‌های گیاه‌پارچ قمقمه‌ای ثبت شده است. در این میان یکی از کوچک‌ترین گونه‌های شناخته شده قورباغه بر قدیم، قورباغه ماتانگ (Microhyla nepenthicola)، و عنکبوت خرچنگی، (Misumenops nepenthicola) هستند. جوامع باکتریایی موجود در پارچ‌های این گونه نیز مورد مطالعه قرار گرفته است.

## جوره‌های گونه
جدیدترین گونه توصیف شده، گیاه‌پارچ قمقمه‌ای جوره راسموزا، در ساراواک وجود دارد و دارای گل‌آذین خوشه‌ای است. بی.اچ. دانسر سایر گونه‌ها را بی‌اهمیت می‌دانست. لیست کاملی از نام‌های منتشر شده جوره شامل:
گیاه‌پارچ قمقمه‌ای جوره پیکتا (۱۸۶۹)
گیاه‌پارچ قمقمه‌ای جوره ویتاتا (۱۸۶۹)
گیاه‌پارچ قمقمه‌ای جوره گییلوینکیانا (۱۸۸۶)
گیاه‌پارچ قمقمه‌ای جوره گوتاتا (1872)
گیاه‌پارچ قمقمه‌ای جوره لانگیکارپا (۱۸۸۶)
گیاه‌پارچ قمقمه‌ای جوره میکروسپالا (۱۹۱۱)
گیاه‌پارچ قمقمه‌ای جوره پاپوانا
گیاه‌پارچ قمقمه‌ای جوره راسموزا (۱۹۹۰)
گیاه‌پارچ قمقمه‌ای جوره ویریدیس (1859)
گیاه‌پارچ قمقمه‌ای جوره ویتاتا ماژور (1872)

## دورگه‌های طبیعی
گیاه‌پارچ یقه‌سفید × گیاه‌پارچ قمقمه‌ای
گیاه‌پارچ قمقمه‌ای × گیاه‌پارچ دودندان
گیاه‌پارچ قمقمه‌ای × گیاه‌پارچ توبا
گیاه‌پارچ قمقمه‌ای × گیاه‌پارچ کاردکی
گیاه‌پارچ قمقمه‌ای × گیاه‌پارچ رینوارت
گیاه‌پارچ قمقمه‌ای × گیاه‌پارچ پشمالو
گیاه‌پارچ قمقمه‌ای × گیاه‌پارچ همسلیانا
گیاه‌پارچ قمقمه‌ای × گیاه‌پارچ شگرف = گیاه‌پارچ × کوچینگ
گیاه‌پارچ قمقمه‌ای × گیاه‌پارچ گینه‌نو
گیاه‌پارچ قمقمه‌ای × گیاه‌پارچ رافلز = گیاه‌پارچ × هوکریان
گیاه‌پارچ قمقمه‌ای × گیاه‌پارچ سنبله‌راستین
(گیاه‌پارچ قمقمه‌ای × گیاه‌پارچ رافلز) × گیاه‌پارچ شگرف = (گیاه‌پارچ × هوکریان × گیاه‌پارچ شگرف)
گیاه‌پارچ قمقمه‌ای × گیاه‌پارچ قلمی = گیاه‌پارچ × میوه‌مو

(گیاه‌پارچ قمقمه‌ای × گیاه‌پارچ قلمی) × گیاه‌پارچ دودندان = (گیاه‌پارچ × میوه‌مو × گیاه‌پارچ دودندان)

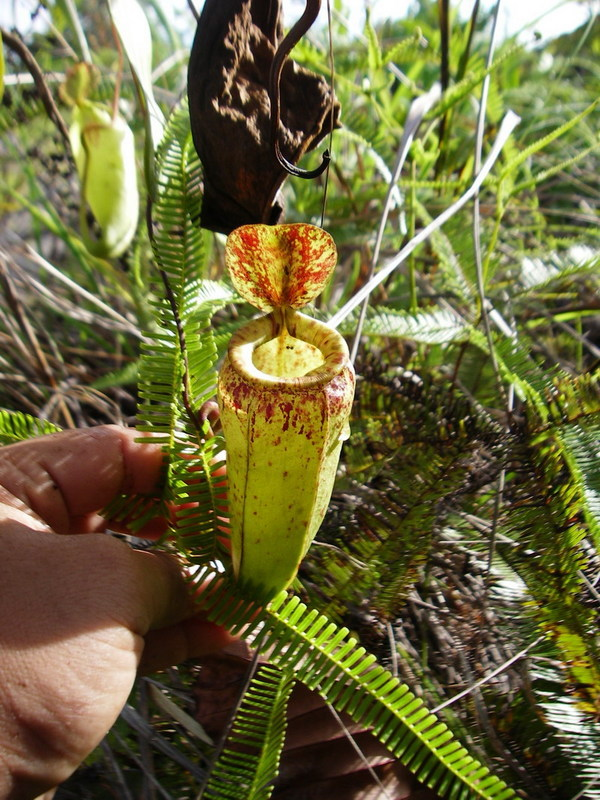
گیاه‌پارچ قمقمه‌ای × گیاه‌پارچ سنبله‌راستین
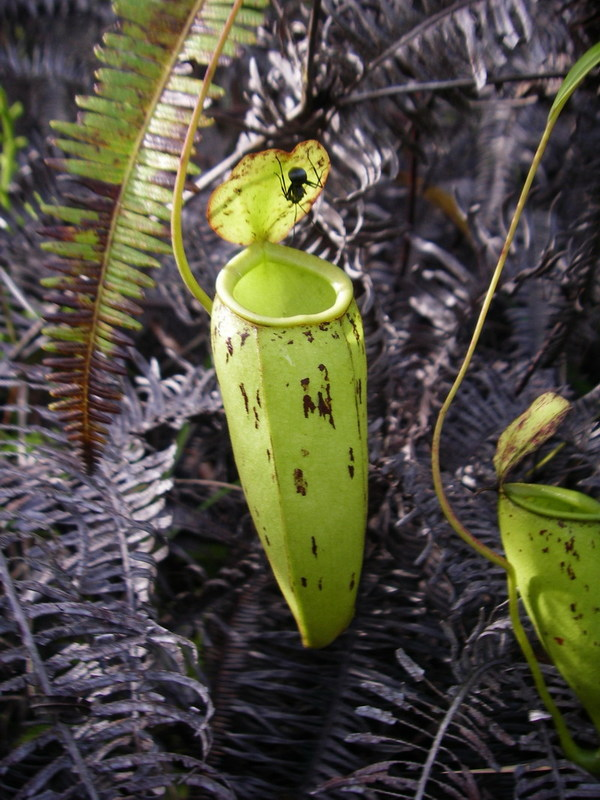
گیاه‌پارچ قمقمه‌ای × گیاه‌پارچ قلمی
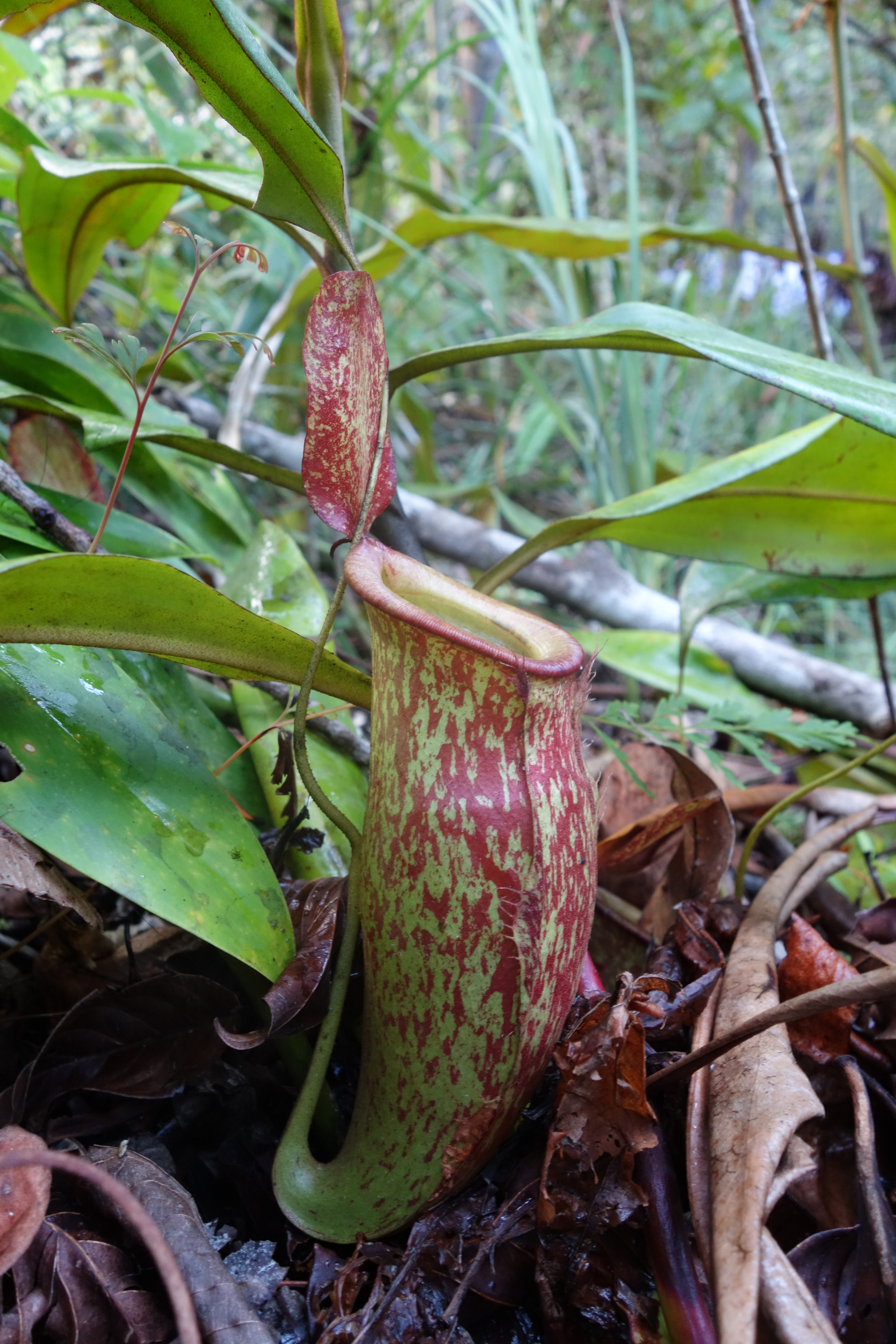
گیاه‌پارچ قمقمه‌ای × گیاه‌پارچ شگرف
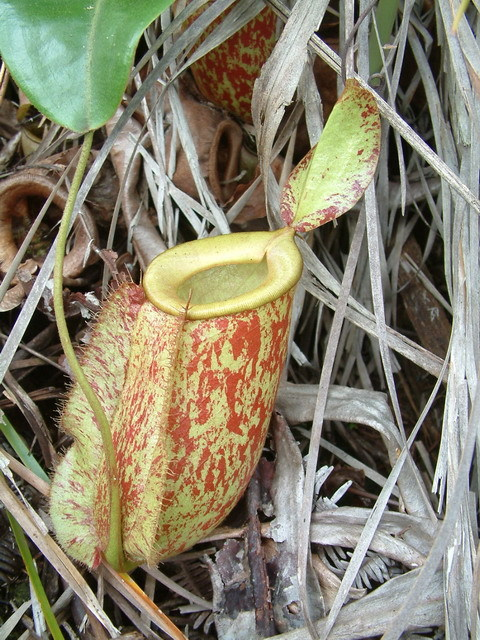
گیاه‌پارچ قمقمه‌ای × گیاه‌پارچ گینه‌نو
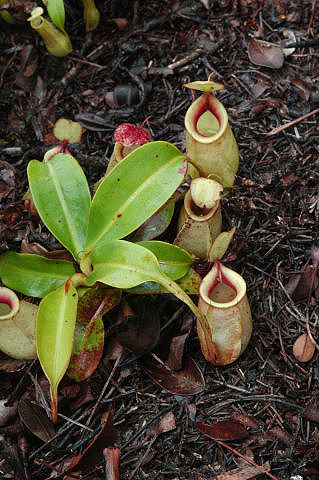
گیاه‌پارچ قمقمه‌ای × گیاه‌پارچ رافلز